# オー・ヨーコ
「オー・ヨーコ」 (Oh Yoko!) は、1971年に発表された、ジョン・レノンの個人名義第2弾アルバム「イマジン」の収録曲である。
この曲は、タイトルと歌詞のサビの部分「おぉ、ヨーコ　おぉ、ヨーコ　僕の愛で最高の気分にさせてあげる。」で分かる通り、妻のオノ・ヨーコに捧げた曲である。また、この曲でジョンは、ビートルズ時代以来久々となるハーモニカでの演奏を披露している。
この曲は、当初シングル・カットされる予定だったが、ジョン曰く「ロックン・ローラーの僕に似合わないし、照れ臭いよ」との理由から、実現しなかった。それでも世界的に大ヒットを飛ばしている。